# Cystolity

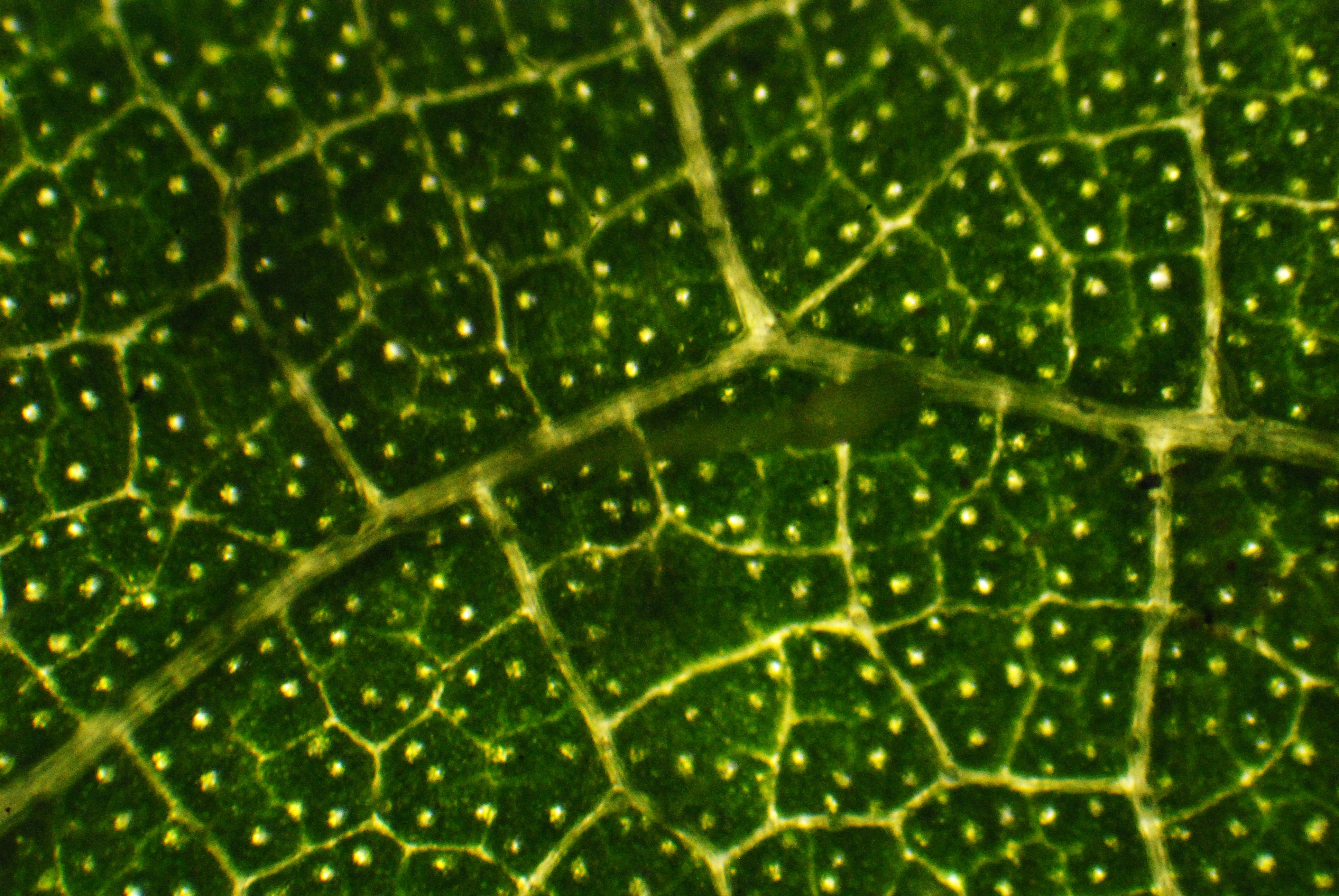
Cystolity w liściu pokrzywy zwyczajnej

Cystolity – kryształy węglanu wapnia będące wytworami ściany komórkowej występujące w komórkach niektórych roślin. Znajdują się one po wewnętrznej stronie błony komórkowej i tworzą różnych kształtów wyrostki. 
Składają się one z celulozy inkrustowanej dużymi ilościami węglanu wapnia. Czasami cystolity wypełniają większą część komórki. Komórki zawierające cystolity zwykle różnią się kształtem i rozmiarem od innych, sąsiednich komórek tej samej tkanki (na ogół są większe). Czasami cystolity mogą w komórkach samoistnie zanikać.
Cystolity występują głównie u niektórych roślin z rodzin: akantowate (Acanthaceae), pokrzywowate (Urticaceae) i morwowate (Moraceae), jednak nie u wszystkich gatunków należących do tych rodzin.  U niektórych roślin z rodziny morwowatych cystolity występują tylko w niektórych komórkach, szczególnie w komórkach włosków i skórki.
Nie jest znana przyczyna występowania cystolitów. Niektórzy przypuszczają, że spełniają one funkcję wydzielniczą, gromadząc nadmiar węglanu wapnia. 